# Сельское поселение Хрящёвка
Сельское поселение Хрящёвка — муниципальное образование в Ставропольском районе Самарской области.
Административный центр — село Хрящёвка.

## История
Статус и границы сельского поселения установлены Законом Самарской области от 28 февраля 2005 года № 67-ГД «Об образовании сельских поселений в пределах муниципального района Ставропольский Самарской области, наделении их соответствующим статусом и установлении их границ».

## Население
| 2010  | 2012  | 2013  | 2014  | 2015  | 2016  |
| ----- | ----- | ----- | ----- | ----- | ----- |
| 3191  | ↗3277 | ↗3336 | ↗3406 | ↗3496 | ↗3544 |
| 2017  | 2018  | 2019  | 2020  | 2021  |       |
| ↗3548 | ↘3529 | ↗3536 | ↘3507 | ↘3472 |       |

## Состав сельского поселения
В состав сельского поселения Хрящёвка входит 1 населённый пункт:
- село Хрящёвка.